# Ceratodon elimbatus
Ceratodon elimbatus är en bladmossart som beskrevs av C. Müller och Brotherus 1900. Ceratodon elimbatus ingår i släktet brännmossor, och familjen Ditrichaceae. Inga underarter finns listade i Catalogue of Life.